# Peter Mario Grau
Peter Mario Grau (* 17. September 1955 in Altenburg) ist ein deutscher Schauspieler.

## Leben
Peter Mario Grau studierte von 1975 bis 1979 an der Hochschule für Schauspielkunst „Ernst Busch“ Berlin. Bereits während seines Studiums trat er am Deutschen Theater Berlin in Inszenierungen des Regisseurs Horst Schönemann auf.
Sein erstes festes Engagement war von 1979 bis 1983 am Staatsschauspiel Dresden. Regisseure wie Horst Schönemann, Wolfgang Engel, Klaus Dieter Kirst und Hannes Fischer inszenierten in dieser Zeit mit ihm. Hier begann Peter Mario Grau auch, als Schauspieldozent mit Studenten der Theaterhochschule „Hans Otto“ Leipzig zu arbeiten.
Ab 1984 arbeitete er freiberuflich in Berlin als Schauspieler in den Bereichen Theater, Film, Fernsehen, Hörspiel und als Schauspieldozent an der Hochschule für Film und Fernsehen Babelsberg und der Hochschule für Schauspielkunst „Ernst Busch“ Berlin.
1985 war er in dem DEFA-Kinospielfilm Hälfte des Lebens von Herrmann Zschoche zu sehen. Weitere Kino- und Fernsehproduktionen drehte er mit den Regisseuren Roland Gräf, Horst Seemann, Günter Stahnke, Michael Knof, Wolf-Dieter Panse und Klaus Gendries. Gastspiele am Deutschen Theater Berlin, an der Volksbühne Berlin und im Theater im Palast folgten. Anschließend nahm er Angebote von jungen progressiven Theaterregisseuren an den Provinztheatern der DDR an.
Grau war in der subversiven Kunstszene in der Spätphase der DDR aktiv. Zwischen 1983 und 1989 produzierte und gestaltete er acht nicht lizenzierte Filme im Super-8-Filmformat, die auf illegalen Festivals, in Kirchen und Privatwohnungen gezeigt wurden. Dabei arbeitete er mit dem Dichter Uwe Hübner, mit Volker Mehner und Gino Hahnemann zusammen.
Nach dem Fall der Berliner Mauer übersiedelte Peter Mario Grau 1991 nach Esslingen am Neckar und spielte zwei Jahre am Stuttgarter Kinder- und Jugendtheater „Theater im Zentrum“ unter der Intendanz von Manfred Raymund Richter.
1992 bekam er einen Lehrauftrag im Fach Schauspiel an der Hochschule für Musik und Darstellende Kunst Stuttgart. 1993 inszenierte er mit Studenten des Abschlussjahrgangs im Wilhelma-Theater „Extremities“ von William Mastrosimone. Die männliche Hauptrolle spielte Jörg Hartmann.
1994 trat er ein Engagement am Mecklenburgischen Staatstheater Schwerin an. Hier arbeitete er mit den Regisseuren Michael Jurgons und Peter Dehler.
1995 wechselte er zum Schauspiel Leipzig unter der Intendanz von Wolfgang Engel. Hier spielte er unter den Regisseuren Lutz Graf, Pierre Walter Politz, Armin Petras, Konstanze Lauterbach und Wolfgang Engel. Außerdem bekam er einen Lehrauftrag für das Fach Schauspiel an der Hochschule für Musik und Theater „Felix Mendelssohn Bartholdy“ Leipzig.
1997 zog Grau wieder nach Berlin und arbeitet seitdem freiberuflich.
Mehrere Jahre spielte er am Zygmunt Wolski Theater im ACUD Kunstprojekt und war zwei Jahre lang Mitarbeiter am Hackeschen Hoftheater Berlin unter Burkhart Seidemann.
Im Jahr 2000 zeigten Peter Mario Grau und Gino Hahnemann in einer Retrospektive unter dem Titel „CHOR DIEU“  Filme, Lyrik und Projektionen im ACUD Kunstverein Berlin.
Er arbeitete in verschiedenen Kulturprojekten in Berlin, z. B. am Theater KreuzHain, im shake!-Zirkuszelt am Ostbahnhof und im Theater der kleinen Form (Puppenbühne) als künstlerischer Mitarbeiter.
In den letzten Jahren trat Grau vor allem in von ihm initiierten Lyrikprojekten auf, zumeist in Zusammenarbeit mit Musikern.
Seine älteste Tochter Klara Manzel ist ebenfalls Schauspielerin.

## Lyrikprojekte (Auswahl)
- 1981 „Tadeusz Różewicz – 7 Gedichte“ mit Holger Bey (git) im Kulturpalast (Dresden)
- 2000 „CHOR DIEU“ Filme, Lyrik und Projektionen mit Gino Hahnemann im ACUD Kunstverein Berlin
- 2011 „Der Prophet“ von Khalil Gibran im Kulturzentrum am Rudolfplatz Berlin
- 2012 „Hölderlin Projekt“ 6 Gedichte von Friedrich Hölderlin mit Arne Fröiland (dr, git) im ACUD Kunstverein Berlin[6]
- 2013 „Eine große Landstrass ist unsere Erd“ 13 Gedichte von Heinrich Heine mit Holger Bey (git) in der Autorenschule Berlin
- 2014 „about:\\Liebe“ nach Khalil Gibran mit Sibille Roth und Grit Lindau, Regie: Felix Goldmann im ACUD Theater Berlin[7]
- 2015 „Ich rief den Teufel und er kam...“ 14 Gedichte von Heinrich Heine mit Holger Bey (git & sound) in der Bettina-von-Arnim-Bibliothek Berlin[8]
- 2016 „Jäger Gejagte - 5 Gedichte von Uwe Hübner“ mit Jonas Neumann (video, dia & sound) im ACUD Theater Berlin[9]

## Filmografie (Auswahl)
- 1978 Clavigo (Studioaufzeichnung)
- 1981 Emilia Galotti (TV Movie)[10]
- 1982 Jutta oder die Kinder von Damutz (TV Movie)[11]
- 1983 Der Bastard (TV Movie)[12]
- 1985 Mein lieber Onkel Hans (TV Movie)[13]
- 1985 Hälfte des Lebens (DEFA-Spielfilm)
- 1985 Fremde Federn (HFF Babelsberg)
- 1986 Rund um die Uhr (TV Series)
- 1987 Liebe anderswo (TV Movie)
- 1987 Märztage in Berlin (TV Movie)
- 1988: Fallada – Letztes Kapitel
- 1988 Die Glucke (TV Movie)
- 1989 Vera – Der schwere Weg der Erkenntnis (TV Movie)

## Theater
- 1984: Michail Bulgakow: Die letzten Tage (Alexander Puschkin), Rolle: (Fürst Dolgorukow) – Regie: Friedo Solter (Theater im Palast )

## Hörspiele
- 1988: Homer: Die Irrfahrten des Odysseus (Alkinoos) – Regie: Werner Buhss (Kinderhörspiel (6 Teile) – Rundfunk der DDR)
- 1989: Marion Seelig: Das Mädchen Secunda und der Dieb (Nachbar) – Regie: Manfred Täubert (Kinderhörspiel – Rundfunk der DDR)